# Economia a metanolo
La recente proposta economia a metanolo è una possibile economia del futuro nella quale il metanolo sostituirebbe i comuni tipi di combustibile fossile come mezzo per l'accumulo di energia, sia come combustibile che come materia prima per la sintesi di idrocarburi e dei loro sottoprodotti. Si considera che possa offrire un'alternativa alla proposta dell'economia a idrogeno oppure all'economia a etanolo.

## Introduzione
Nel 2005 il premio Nobel George A. Olah auspicava la creazione di un'economia a metanolo nel saggio Beyond Oil and Gas: The Methanol Economy  e nel 2006 assieme ad altri due coautori ha pubblicato un libro su questo tema In questi libri, gli autori fanno un riassunto dello stato delle fonti di combustibile fossile ed altre fonti energetiche alternative, la loro disponibilità e le limitazioni prima di suggerire la sperimentazione della cosiddetta economia a metanolo.
Il metanolo è un combustibile destinabile sia ai motori termici che alle pile a combustibile. Grazie al suo buon numero di ottano può essere usato direttamente come combustibile nelle auto (comprese auto ibride e modelli plug-in) utilizzando varie tipologie di motori a combustione interna già in uso. Il metanolo può anche essere utilizzato nella pila a combustibile, sia direttamente, nelle celle DMFC, sia indirettamente, dopo la sua trasformazione in idrogeno tramite il reforming.
In condizioni normali, il metanolo è un liquido, cosa che gli consente di essere agevolmente immagazzinato, trasportato e distribuito, in modo simile a quanto si fa con la benzina e il gasolio. Chimicamente, può essere anche rapidamente trasformato per disidrazione in etere dimetilico, un sostituto del gasolio che possiede un numero di cetano pari a 55.
Negli anni 2000, il metanolo viene utilizzato a larga scala (circa 37 milioni di tonnellate all'anno) come mattoncino chimico elementare per produrre numerosi prodotti chimici complessi e materiali polimerici. In aggiunta, può essere facilmente convertito tramite il processo "metanolo verso olefina" (MTO) in etilene e propilene, idrocarburi insaturi che possono essere impiegati per produrre idrocarburi sintetici di maggior peso molecolare ed altri loro derivati, che normalmente si ottengono dal petrolio e dal gas naturale.

### Fonti del metanolo
Il metanolo può essere prodotto efficientemente da un'ampia varietà di fonti, tra cui alcuni tipi di combustibile fossile molto abbondanti (gas naturale, carbone, oil shale, sabbia bituminosa, etc.), ma anche da prodotti di scarto agricolo e dalla comune spazzatura urbana differenziata, dal legno, e da vari tipi di biomassa.

#### Riciclaggio dell'anidride carbonica
Un'ipotesi molto più radicale è quella di ottenere metanolo dal riciclaggio chimico del diossido di carbonio. Inizialmente la principale sorgente potrebbero essere le emissioni ricche in CO2 provenienti dalle centrali elettriche che bruciano combustibili fossili oppure gli scarichi dei cementifici e di altre fabbriche. In tempi più lunghi, considerando la diminuzione delle risorse di combustibile fossile e l'effetto del loro utilizzo sull'atmosfera terrestre, anche la bassa concentrazione della CO2 naturale potrebbe essere catturata e riciclata per ottenere metanolo: in questo modo costituirebbe un supplemento allo stesso ciclo naturale della fotosintesi. Sono in corso di sviluppo nuove sostanze assorbenti più efficienti, in grado di catturare la CO2 atmosferica, che in qualche caso imitano l'azione delle piante viventi. Il riciclaggio chimico della CO2 per ottenere nuovi combustibili e materiali potrebbe allora diventare possibile e sostenibile, rendendo questi "combustibili da carbonio non-fossile" rinnovabili su una scala di tempo paragonabile alla durata della vita umana. In Islanda, nel 2011/2012, è già iniziata una produzione di due milioni di litri di metanolo all'anno con questo sistema.

## Produzione del metanolo
Il metanolo necessario in questa economia può essere sintetizzato da un'ampia gamma di fonti di carbonio, che includono il combustibile fossile e la biomassa ma anche la stessa CO2 emessa dagli impianti che bruciano carburanti fossili e altre industrie ed eventualmente addirittura quella piccola percentuale di CO2 contenuta nell'aria.
Oggigiorno il metanolo viene prodotto quasi esclusivamente dal syngas, una miscela di H2, CO e CO2 ottenuta dalla parziale ossidazione dei combustibili fossili, principalmente il gas naturale e il carbone. Si tratta di una tecnologia ben sviluppata e che opera su larga scala, attualmente in maggior beneficio dell'industria chimica.
Anche se attualmente le risorse di gas naturale convenzionali sono la principale fonte di partenza per la produzione di metanolo, sono state proposte fonti non convenzionali, come il metano coalbed, il gas dalle sabbie mobili ed eventualmente gli immensi giacimenti di gas clatrato idrato presenti sul fondo del mare sotto la piattaforma continentale e nei depositi di fango e torba ghiacciati della tundra in Siberia e nel Canada. Oltre al metano, la maggior parte dei carburanti fossili convenzionali più economici (olio combustibile) o non convenzionali (scisto bituminoso, sabbia bituminosa, orimulsion, ecc.) possono essere utilizzate per produrre metanolo.

### Produzione del metanolo con metodi diversi dal syngas da "reforming" con vapor d'acqua
A parte della rotta convenzionale del metanolo dal metano, passando attraverso la generazione di syngas ottenuto dal "reforming" col vapore combinato (oppure no) con l'ossidazione parziale, attualmente sono in corso di sviluppo modi più efficienti per produrre il metanolo dal metano. Queste includono:
- Ossidazione del metano con catalizzatori omogenei in un mezzo contenente acido solforico
- Bromurazione del metano, seguita da idrolisi del bromo-metano ottenuto
- Ossidazione diretta del metano con ossigeno
- Conversione microbica oppure fotochimica del metano

L'uso del metano (e di altri combustibili fossili) per la produzione di metanolo utilizzando tutti i metodi di sintesi già menzionati ha comunque un problema ecologico: l'emissione del gas serra CO2, il suo accumulo in atmosfera e il cambiamento climatico.
Per affrontare questo problema, il metanolo dovrà essere prodotto tramite processi che minimizzino le emissioni di CO2. Una soluzione sarebbe quella di produrlo dal syngas ottenuto dalla gassificazione di biomasse. Per questo scopo qualsiasi biomassa può essere usata, includendo il legno, trucioli e detriti forestali (rametti, foglie), erba, residui non commestibili di piante agricole, sotto-prodotti, scarti e deiezioni animali, piante acquatiche e spazzatura municipale. Non esiste la necessità di impiegare la parte nobile (i semi) delle colture alimentari, come avviene invece nel caso dell'etanolo ottenuto dalla fermentazione del mais, dallo zucchero di canna o dalla farina di frumento.
```
Biomassa → Syngas (CO, CO
2
, H
2
) → CH
3
OH
```

Ancora più importante, il metanolo può anche essere prodotto dalla CO2 reflua degli scarichi, grazie all'idrogenazione catalitica della CO2 con H2 ottenuto dall'elettrolisi dell'acqua oppure con la riduzione elettrochimica della CO2. Per essere neutre dal punto di vista della diminuzione dell'anidride carbonica in atmosfera, l'energia necessaria a queste reazioni dovrà essere fornita da fonti rinnovabili come il vento, l'energia idroelettrica, il solare oppure il nucleare.
```
CO
2
 + 3H
2
 → CH
3
OH + H
2
O
```

```
CO
2
 + 2H
2
O + electrons → CO + 2H
2
 (+ 3/2 O
2
) → CH
3
OH
```

La CO2 necessaria potrebbe essere quella prodotta dagli impianti che bruciano combustibili fossili producendo gas reflui industriali, includendo anche le fabbriche di cemento. In un futuro pluridecennale, con la diminuzione delle risorse di combustibile fossile, e relative emissioni di CO2, il contenuto in CO2 nell'aria potrebbe essere usato. Considerando la bassa concentrazione di CO2 nell'aria (0,037%) dovranno essere utilizzate tecnologie migliorate, economicamente fattibili, per assorbire la CO2. Questo permetterà il riciclaggio chimico della CO2, che mimerebbe gli effetti atmosferici che la fotosintesi ha in natura.

## Utilizzi del metanolo

### Utilizzi come combustibile
In una economia basata sul metanolo, questo potrebbe essere impiegato come un combustibile:

#### In motori a combustione interna (I.C.E.)
Il metanolo ha un alto numero di ottano (RON di 107 e MON di 92), che lo rende un adeguato sostituto della benzina. Ha una velocità di fiamma più alta rispetto alla benzina, che porta ad una maggiore efficienza così come anche ad un maggiore calore latente di vaporizzazione (3,7 volte più alto rispetto alla benzina), cosa che implica che il calore generato dal motore può essere rimosso più efficacemente, rendendo possibile l'utilizzo di motori raffreddati ad aria. Inoltre il metanolo brucia producendo meno inquinanti rispetto alla benzina ed e più sicuro nel caso di fuoco. Comunque, il metanolo ha soltanto la metà del contenuto di energia per volume rispetto alla benzina (8.600 BTU/libbra).

#### In motori ad accensione per compressione (motore diesel)
Il metanolo di per sé stesso è un pessimo sostituto dei carburanti diesel. Ma, per disidratazione chimica, il metanolo può essere trasformato in  etere dimetilico (DME), che invece è un buon combustibile diesel con un numero di cetano di 55-60, migliore rispetto al numero di cetano 45-55 del gasolio regolare. In confronto ai carburanti diesel, il DME ha emissioni molto minori di particolato, NOx e CO e non emette alcun tipo di anidride solforosa o solforica (SOx). Il metanolo viene utilizzato anche per produrre biodiesel, tramite la transesterificazione degli oli vegetali.

#### In motori avanzati oppure nella pila a combustibile alimentata da metanolo
L'utilizzo del metanolo e dell'etere-dimetilico può essere combinato con le tecnologie del motore ibrido e dell'auto elettrica, in modo da ottenere così un maggiore percorrenza (kilometri per litro) ed emissioni minori. Questi carburanti possono essere utilizzati sia nelle celle a combustibili sia tramite catalizzatori che operano il reforming ottenendo idrogeno per alimentare la cella a combustibile, oppure che direttamente "bruciano" metanolo nelle pile a combustibile a metanolo diretto (DMFC).

#### Per la produzione di elettricità
Il metanolo ed il DME possono essere utilizzate nelle turbine a gas per generare elettricità.
I vari modelli di pila a combustibile (PAFC, MCFC, SOFC), attualmente molto costosi, possono essere utilizzati per la generazione di elettricità, soprattutto in ambienti dove si richiede poco rumore, oltre alla generazione di poco calore, quali ospedali; oppure un peso dell'impianto molto contenuto, come nei mezzi di trasporto aerei o spaziali.

#### Come combustibile domestico
Il metanolo ed il DME possono essere utilizzati in edifici commerciali e case per generare calore e/o elettricità. Il DME può essere utilizzato in stufe/cucine commerciali a gas, senza grandi modifiche. Nei paesi in via di sviluppo il metanolo potrebbe essere impiegato come combustibile per la cucina, dal momento che brucia in modo molto più pulito rispetto alla legna (meno nano-particelle e CO), ed in questo modo riduce alcuni dei problemi riguardanti l'inquinamento domestico. Andrebbe comunque mescolato con benzina, gasolio, oppure con sostanze coloranti-adulteranti, in modo da evitare qualsiasi possibile truffa, ed il letale utilizzo come additivo alle bevande, evento verificatosi in Italia con la truffa del vino al metanolo.

### Elemento di base per la chimica ed i materiali polimerici
Attualmente il metanolo è largamente impiegato su grande scala come materiale di base per produrre una varietà di sostanze chimiche ed altri prodotti come polimeri per plastiche. Con il processo noto come "methanol to gasoline" (MTG), il metanolo può essere trasformato in benzina. Utilizzando il processo "methanol to olefin" (MTO), il metanolo può essere convertito negli alcheni etilene e propilene, i due prodotti chimici fabbricati in maggiori quantità dall'industria petrolchimica. Questi sono importanti mattoncini per la produzione di polimeri essenziali (LDPE, HDPE, PP) ed altri intermedi chimici che correntemente sono prodotti da derivati del petrolio. La loro produzione partendo dal metanolo, potrebbe dunque ridurre la dipendenza dal petrolio. Inoltre renderà possibile il continuare a produrre queste sostanze basiche della chimica e delle plastiche, anche dopo la certa fine dei depositi di carburanti fossili.

## Vantaggi su altri metodi di stoccaggio dell'energia

### Vantaggi sull'idrogeno
Vantaggi dell'economia a metanolo in confronto all'economia a idrogeno:
- Maggiore efficienza nell'immagazzinamento dell'energia (per volume) e anche per peso quando messo a confronto con l'idrogeno compresso, particolarmente quando si considera il peso del contenitore a pressione dell'idrogeno. La densità volumetrica del metanolo è considerevolmente maggiore rispetto all'idrogeno liquido, in parte a causa della bassa densità dell'idrogeno liquido (71 grammi/litro). Questo fa che ci siano più atomi di idrogeno in un litro di metanolo (99 grammi/litro)[5], rispetto a quelli contenuti in un litro di idrogeno liquido, inoltre il metanolo non richiede un contenitore criogenico mantenuto alla temperatura di -253 °C.
- La costruzione di una intera infrastruttura per il trasporto e distribuzione dell'idrogeno sarebbe costosa in modo proibitivo. Il metanolo potrebbe sfruttare le infrastrutture esistenti della benzina, richiedendo soltanto modifiche limitate.
- Può essere mescolato direttamente con la benzina (ad esempio come "M85", una miscela utilizzata attualmente in Cina e Corea del Sud che contiene un 85% di metanolo e 15% di isoottano e n-eptano), paragonabile in molti aspetti all'E85 (a base di etanolo). Nel 2007 la Cina mescolava più di 1 miliardo di galloni di metanolo nel combustibile ed introdurrà un combustibile standard a metanolo nel 2008[6].
- Facile da impiegare e immagazzinare. L'idrogeno, lasciato nel suo contenitore, evapora immediatamente quando viene a mancare il sistema criogenico di contenimento a pressione.
- Attualmente sono in corso di ricerca e sviluppo celle a ossido-riduzione a metanolo[7],[8] e metanolo-perossido di idrogeno[9].

### Vantaggi dell'economia a metanolo in confronto all'etanolo
- Può essere fabbricato partendo da qualsiasi materiale organico, usando il collaudato processo Fischer-Tropsch che passa attraverso lo stadio di syngas. Non sono necessarie coltivazioni alimentari e non vengono sottratte terre e granaglie alla produzione di alimenti. La quantità di metanolo che può essere prodotta dalle biomasse è molto maggiore rispetto a quella dell'etanolo.
- Può competere con l'etanolo ma anche complementarlo in un quadro di mercato dell'energia diversificato. Il metanolo ottenuto dai combustibili fossili ha un costo di produzione minore rispetto all'etanolo.

## Svantaggi dell'economia a metanolo
- La densità energetica (per peso o volume) e la metà di quella della benzina e il 24% meno rispetto all'etanolo[10]
- Attualmente il metanolo viene generato dal syngas, dipendendo ancora sui combustibili fossili (anche se in teoria si può sfruttare qualsiasi fonte di energia, estraendo la CO2 dall'atmosfera).
- Il metanolo è corrosivo per molti metalli, come l'alluminio, lo zinco e il manganese. Attualmente alcune parti del sistema di aspirazione/iniezione di combustibile dei motori a combustione sono fatte in alluminio. Bisogna utilizzare materiali compatibili (come quelli per l'etanolo) per serbatoi, condotti, iniettori, ecc.
- Idrofilia: il metanolo attrae l'acqua: in miscela con la benzina questo porta alla separazione in fasi e alla difficoltà di accendere il motore o di farlo funzionare dolcemente.
- Il metanolo, come qualsiasi alcool, aumenta la permeabilità di alcune plastiche ai vapori di combustibile (ad esempio nel polietilene ad alta densità).[11] Questa proprietà del metanolo aumenta la possibilità di emissioni di composti organici volatili dal combustibile, cosa che contribuisce all'aumento dell'ozono nella troposfera, ozono che a basse quote è considerato un inquinante capace di provocare infiammazione alle vie aeree.
- Alta spesa energetica associata con la generazione di idrogeno (quando necessaria per sintetizzare metanolo)
- Bassa volatilità nei climi freddi: i motori che utilizzano metanolo come combustibile puro possono essere difficili da accendere, e funzionano inefficientemente finché non si riscaldano. Questa è la ragione dell'utilizzo nelle auto della miscela M85 (85% metanolo e 15% benzina), la percentuale di benzina è volatile e permette l'accensione a bassa temperatura.
- Il metanolo è un potente tossico[12], eventualmente letale quando ingerito in quantità pari a un bicchierino (30 a 100 ml).[13] Questo è un rischio condiviso dalla maggior parte dei carburanti (meno l'etanolo), includendo la benzina (120 a 300 mL) e il diesel. Comunque il metanolo può essere confuso con liquori ad alta gradazione di etanolo e bevuto accidentalmente. Volatilizzando, la benzina evapora in molti composti carcinogeni anche a basse dosi (ad es. il benzene). Il metanolo non è un carcinogeno se non ad alte dosi, per irritazione.
- Il metanolo è un liquido a temperatura ambiente: questo costituisce un maggiore rischio di fuoco quando confrontato all'idrogeno in spazi aperti. Il metanolo gocciola ma non si dissipa. Comparandolo alla benzina, il metanolo è molto più sicuro. Molto più difficile da accendere, rilascia meno calore quando brucia. L'EPA ha stimato che il passaggio in massa dall'utilizzo del carburante benzina al metanolo ridurrebbe l'incidenza dei fuochi correlati del 90%.[14]